# میکله پاسیناتو
میکله پاسیناتو (ایتالیایی: Michele Pasinato؛ ۱۳ مارس ۱۹۶۹ – ۸ آوریل ۲۰۲۱) بازیکن والیبال اهل ایتالیا بود.  وی در بازی‌های المپیک تابستانی ۱۹۹۲ شرکت کرده‌است.